# George Dilnot
George Dilnot (1883-1951) est un journaliste et un romancier britannique, auteur de roman policier.

## Biographie
Il est un temps policier professionnel, puis journaliste, avant de se lancer dans l'écriture au milieu des années 1910 en signant deux romans policiers avec Frank Froest, un ancien collègue de travail et limier de Scotland Yard.
Seul, il publie ensuite près de vingt titres où réapparaissent plusieurs personnages récurrents : l'inspecteur Strickland, Val Emery, Horace Augustus Elver, Jim Strang. À l'instar de plusieurs écrivains populaires britanniques, il a rédigé quelques aventures de la série maison Sexton Blake (en). Son dernier roman, Contre-espion (1942), est un roman d'espionnage anti-nazie.
En marge de ses fictions, Dilnot fait également paraître à partir de 1926 des ouvrages de criminologie sur l'histoire de Scotland Yard et sur les méthodes d'enquête de la police britannique. Pendant quelques années, il dirige en outre une collection consacrée à des procès célèbres, dont il a signé deux titres.

## Œuvre

### Romans
- The Crime Club (1915), en collaboration avec Franck Froest
- The Rogues’ Syndicate (1916), en collaboration avec Franck Froest
- The Secret Service Man (1916)
- Suspected ou The Hat-Pin Murder (1920)
- The Lazy Detective (1926) Publié en français sous le titre Le Détective paresseux, Paris, Librairie des Champs-Élysées, Le Masque no 216, 1936
- The Crooks’ Game (1927)
- The Thousandth Case (1932)
- The Real Detective (1933)
- Sister Satan (1933)
- Crook’s Castle (1934)
- Rogues’ March (1934)
- The Inside Track (1935)
- Murder Masquerade (1935)
- The Great Mail Racket (1936) Publié en français sous le titre Le Vol du Gigantic, Paris, Gallimard, Le Scarabée d'or no 11, 1938
- Murder at Scotland Yard (1937)
- Fighting Fool (1939)
- Tiger Lily (1939)
- Counter-Spy (1942) Publié en français sous le titre Contre-espion, Paris, La Table Ronde, « Les Romans policiers » no 1, 1946 ; réédition, Paris, Éditions des Loisirs, Le Yard no 51, 1953

### Série maisonSexton Blake
- The Black Ace (1929)
- The Crime Reporter's Secret (1937)
- The Case of the Missing Bridgeroom (1938)

### Ouvrages de criminologie
- The Story of Scotland Yard (1926) Publié en français sous le titre Scotland Yard, Paris, Nouvelle Revue critique, « Bibliothèque de criminologie », 1936
- Great Detectives and Their Methods (1928)
- The Trial of the Detective (1928)
- The Trial of Professor Webster (1931)
- Man Hunters: Great Detectives and Their Achievements (1937)
- New Scotland Yard (1938)

## Sources
- Jacques Baudou et Jean-Jacques Schleret, Le Vrai Visage du Masque, vol. 1, Paris, Futuropolis, 1984, 476 p. (OCLC 311506692), p. 164.